# Горделадзе, Василий Александрович
Василий Александрович Горделадзе (1904 год, село Квемо-Эркети, Гурийский уезд, Кутаисская губерния, Российская империя — 1973 год, Кобулети, Аджарская АССР, Грузинская ССР) — главный агроном отдела сельского хозяйства Кобулетского района, Аджарская АССР, Грузинская ССР. Герой Социалистического Труда (1949).

## Биография
Родился в 1904 году в крестьянской семье в селе Квемо-Эркети Гурийского уезда (сегодня — Чохатаурский муниципалитет). Окончил местную сельскую школу и в 1928 году — Тифлисский университет. Преподавал в агрономическом техникуме. С 1930 года — главный агроном отдела сельского хозяйства Кобулетского района.
Внедрял передовые агротехнические методы в сельскохозяйственных предприятиях Кобулетского района. В результате его деятельности в районе ежегодно выполнялся план по сдаче государству различных видов сельскохозяйственных культур. В 1948 году урожай сортового зелёного чайного листа в Кобулетском районе превысил запланированный сбор на 19,5 %. Указом Президиума Верховного Совета СССР от 29 августа 1949 года удостоен звания Героя Социалистического Труда за «получение высоких урожаев сортового зелёного чайного листа и цитрусовых плодов в 1948 году» с вручением ордена Ленина и золотой медали «Серп и Молот» (№ 4630).
Этим же Указом званием Героя Социалистического Труда были награждены первый секретарь Кобулетского райкома партии Емени Парфенович Такидзе, председатель райисполкома Шукри Талибович Девадзе и 75 тружеников-чаеводов различных сельскохозяйственных предприятий Кобулетского района.
Возглавлял отдел сельского хозяйства Кобулетского района до выхода на пенсию в 1967 году. Проживал в Кобулети. Умер в 1973 году.
Награды
- Герой Социалистического Труда
- Орден Ленина
- Орден «Знак Почёта» (02.04.1966)